# 野口敏治

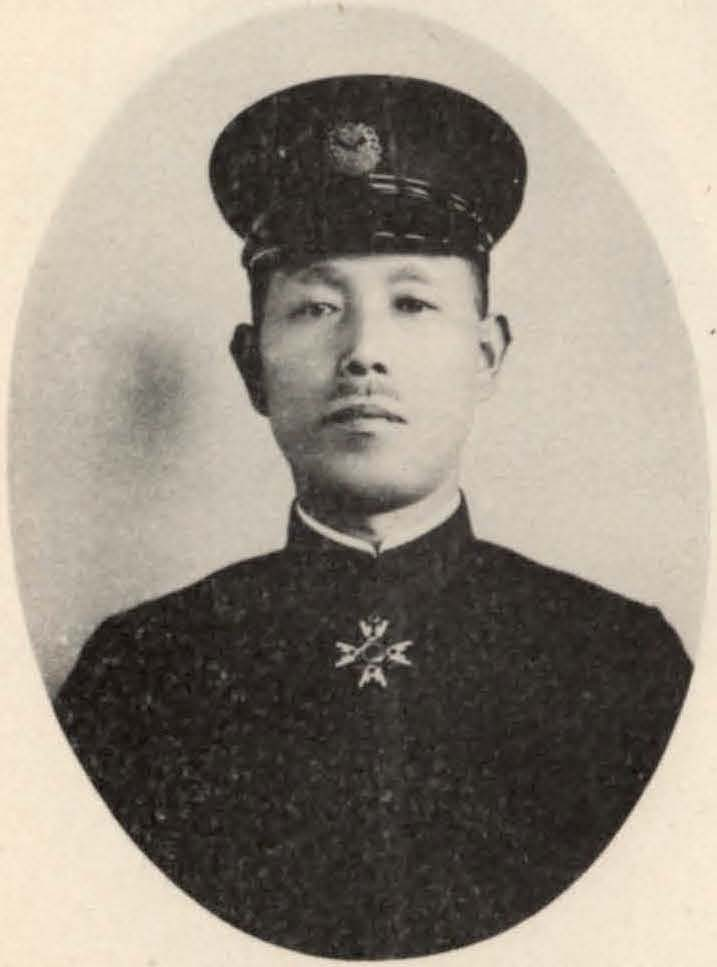
野口敏治

野口敏治（1889年5月21日—1944年1月14日），神奈川縣橘樹郡小機村（今橫濱市港北區）人，東京帝國大學政治科畢業，日本昭和初期之日本政府官員。野口敏治於1933年8月4日接替中瀨拙夫，從高雄州知事前往台灣擔任台北州知事，管轄今臺北市、新北市、宜蘭縣及基隆市等地的行政事務。